# Jarosław Kinasz
Jarosław Rostysławowycz Kinasz, ukr. Ярослав Ростиславович Кінаш (ur. 16 kwietnia 1988 we Lwowie) – ukraiński piłkarz, grający na pozycji pomocnika.

## Kariera piłkarska
Wychowanek Szkół Sportowych we Lwowie, barwy których bronił w juniorskich mistrzostwach Ukrainy (DJuFL). Karierę piłkarską rozpoczął 20 marca 2007 w podstawowym składzie Wołyni Łuck. Po zakończeniu sezonu 2013/14 opuścił wołyński klub i przez więcej niż rok nie grał. W kwietniu 2016 został piłkarzem amatorskiego FK Sambor, a 14 lipca 2016 podpisał kontrakt z Ruchem Winniki. 2 września 2017 wrócił do Wołyni Łuck. Po zakończeniu sezonu 2017/18 opuścił łucki klub.

## Sukcesy i odznaczenia

### Sukcesy klubowe
Wołyń Łuck
- wicemistrz Ukraińskiej Pierwszej Ligi: 2010